# WASP-5b
WASP-5bはほうおう座の方角に約1000光年の位置にあるWASP-5の周囲を公転している太陽系外惑星である。惑星の質量と半径から木星型惑星であり、組成は木星と類似していると考えられている。主星から近い軌道を公転しているため、大気の温度は約1753Kにも達し、ホットジュピターに分類される。
スーパーWASPプロジェクトの南アフリカ天文台のカメラを用いて発見された初めての惑星である。